# Hercólubus
Hercólubus (o Planeta Gegant) és un suposat planeta que es deuria haver percebut des de la Terra l'11 d'agost de 1999, segons la previsió de l'astrònom xilè Ferrada. Emilio Aliss explicà que és poc creïble la seua existència perquè deuria haver sigut detectat abans pels programes de rastreig astronòmic. També explicà que les dades del període de translació (25.960 anys) i el semieix major de la seua òrbita respecte el Sol del suposat planeta són incoherents amb la llei de Kepler. Aquest planeta és considerat en les doctrines gnòstiques dels nous moviments religiosos i segons aquestes creences aquest planeta passaria prop del planeta Terra suposaria un canvi de l'ordre mundial amb nous líders. També aquestes doctrines consideren l'aproximació d'aquest planeta com la Fi del món.